# Bulgariens nationalförsamling
Nationalförsamlingen (bulgariska: Народно събрание; transkriberat: Narodno sabranie) är Bulgariens lagstiftande församling och har ett enkammarsystem. Nationalförsamlingen har 240 ledamöter som väljs på 4-åriga mandat i valkretsar utifrån ett proportionellt valsystem med en fyraprocentsspärr. För att vara valbar som ledamot måste en kandidat ha endast ett bulgariskt medborgarskap (dubbla medborgarskap inte tillåtna), ha fyllt 21 år, får inte vara omyndigförklarad och får inte sitta i fängelse. Bulgarien har allmän rösträtt och väljare måste ha fyllt 18 år.
Senaste valet hölls den 27 oktober 2024.